# Nepal nos Jogos Olímpicos de Verão de 2020
O Nepal deverá competir nos Jogos Olímpicos de Verão de 2020 em Tóquio. Originalmente programados para ocorrerem de 24 de julho a 9 de agosto de 2020, os Jogos foram adiados para 23 de julho a 8 de agosto de 2021, por causa da pandemia COVID-19. Será a 14ª aparição olímpica do país, que disputa desde Tóquio 1964, tendo perdido apenas a edição da Cidade do México 1968.

## Competidores
Abaixo está a lista do número de competidores nos Jogos.
| Esporte   | Masculino | Feminino | Total |
| --------- | --------- | -------- | ----- |
| Atletismo | 0         | 1        | 1     |
| Judô      | 0         | 1        | 1     |
| Tiro      | 0         | 1        | 1     |
| Total     | 0         | 3        | 3     |

## Atletismo
Os seguintes atletas do Djibuti conquistaram marcas de qualificação, pela marca direta ou pelo ranking mundial, nos seguintes eventos de pista e campo (até o máximo de três atletas em cada evento):
- Nota– As posições para os eventos de pista são em relação à bateria do atleta
- Q = Qualificado para a próxima fase
- q = Qualificado para a próxima fase como o perdedor mais rápido ou, em eventos de campo, pela posição sem atingir o alvo para qualificação
- NR = Recorde nacional
- N/A = Fase não aplicável para o evento
- Bye = Atleta não precisou disputar aquela fase

Eventos de pista e estrada
| Atleta             | Evento         | Eliminatória | Eliminatória | Quartas-de-final | Quartas-de-final | Semifinal | Semifinal | Final     | Final   |
| Atleta             | Evento         | Resultado    | Posição      | Resultado        | Posição          | Resultado | Posição   | Resultado | Posição |
| ------------------ | -------------- | ------------ | ------------ | ---------------- | ---------------- | --------- | --------- | --------- | ------- |
| Sarswati Chaudhary | 100 m feminino |              |              |                  |                  |           |           |           |         |

## Judô
O Nepal inscreveu uma judoca para os Jogos através de um convite tripartite da International Judo Federation.
Feminino
| Atleta        | Evento | Fase de 32           | Oitavas-de-final     | Quartas-de-final     | Semifinais           | Repescagem           | Final / BM           | Final / BM |
| Atleta        | Evento | Adversária Resultado | Adversária Resultado | Adversária Resultado | Adversária Resultado | Adversária Resultado | Adversária Resultado | Posição    |
| ------------- | ------ | -------------------- | -------------------- | -------------------- | -------------------- | -------------------- | -------------------- | ---------- |
| Soniya Bhatta | -48 kg |                      |                      |                      |                      |                      |                      |            |

## Tiro
O Nepal recebeu um convite da Comissão Tripartite para enviar uma atiradora da carabina de ar feminina para as Olimpíadas, contanto que a marca de qualificação mínima (MQS) fosse atingida até 5 de junho de 2021.
| Atleta          | Evento                       | Qualificação | Qualificação | Final  | Final   |
| Atleta          | Evento                       | Pontos       | Posição      | Pontos | Posição |
| --------------- | ---------------------------- | ------------ | ------------ | ------ | ------- |
| Kalpana Pariyar | Carabina de ar 10 m feminino |              |              |        |         |